# 감사원 대전사무소
감사원 대전사무소(監査院 大田事務所)는 정부대전청사 설치 후 우려되는 공직 기강 해이를 방지하기 위하여 설립된 대한민국 감사원 사무처 공직감찰본부 특별조사국 소속의 특별지방행정기관으로 대전사무소장은 고위감사공무원단에 속하는 고위공무원(3급 상당)으로 보한다. 대전광역시 서구 청사로 189 (둔산2동 920) 정부대전청사 2동 18층에 위치하고 있다.

## 주요 업무
- 공직기강 점검 및 특별조사
- 사정기관 대외업무 협조
- 부패행위 신고사항의 처리